# Yonkoto
Yonkoto ist ein Dorf in der Landgemeinde Namaro in Niger.

## Geographie
Das von einem traditionellen Ortsvorsteher (chef traditionnel) geleitete Dorf befindet sich rund 17 Kilometer südöstlich von Namaro, dem Hauptort der gleichnamigen Landgemeinde, die zum Departement Kollo in der Region Tillabéri gehört. Yonkoto liegt am rechten Ufer des Flusses Niger. Zu den Siedlungen in der näheren Umgebung von Yonkoto zählen stromabwärts Namardé Goungou und Yoreïzé Koira, stromaufwärts Guillawa und am gegenüberliegenden Flussufer Tagabati. Die Siedlung wird wie die gesamte Gemeinde Namaro zur Übergangszone zwischen Sahel und Sudan gerechnet.

## Geschichte
Yonkoto war einer jener Orte im heutigen Niger, an denen sich nach dem Untergang des Songhaireichs im Jahr 1591 Songhai-Flüchtlinge unter einem Nachkommen der Herrscherdynastie Askiya niederließen. Mitte des 17. Jahrhunderts wurde Yonkoto Teil des Herrschaftsbereichs von Gindé Marieizé, des Herrschers von Namaro. Der staatliche Stromversorger NIGELEC elektrifizierte das Dorf ab 2012.

## Bevölkerung
Bei der Volkszählung 2012 hatte Yonkoto 1292 Einwohner, die in 179 Haushalten lebten. Bei der Volkszählung 2001 betrug die Einwohnerzahl 1043 in 129 Haushalten und bei der Volkszählung 1988 belief sich die Einwohnerzahl auf 1080 in 144 Haushalten.

## Wirtschaft und Infrastruktur
Wichtige Einnahmequellen für die Dorfbevölkerung sind der Obstanbau, die Viehzucht und, zu einem geringeren Teil, der Anbau von Reis. Die Waren werden vor allem am Wochenmarkt von Boubon verkauft. Es werden Rinder für die Milchproduktion gehalten. Eine Investorengruppe aus Malaysia plante 2013 bei Yonkoto und dem Nachbardorf Sikièye die Errichtung eines 766 Hektar großen Komplexes zur industriellen Tierhaltung. Es gibt eine Schule im Dorf. Etwas außerhalb des Ortsgebiets verläuft die Nationalstraße 4.